# توماس كونتز
توماس كونتز (بالإنجليزية: Thomas Kuntz)‏ هو فنان أمريكي، ولد في 13 يناير 1965 في فينيكس في الولايات المتحدة.